# 新井正
新井正（あらい ただし、1935年1月1日 - 2019年5月3日　）は、日本の水文学者、立正大学地球環境科学部元教授（名誉教授）。水文気候学、陸水学が専門。
東京生まれ。東京教育大学理学部地学科地理学専攻卒。1966年「貯水池水温の熱収支研究」で東京教育大学理学博士。技術士。国立防災科学技術センター、資源科学研究所、立正大学 文学部助教授、教授、地球環境科学部教授。2005年定年、名誉教授。

## 著書
- 『日本の水 その風土の科学』三省堂 環境と人間の科学 1980
- 『水環境調査の基礎』古今書院 1994
- 『地域分析のための熱・水収支水文学』古今書院 2004

### 共編著
- 『水文学講座 10 水温論』西沢利栄共著 共立出版 1974
- 『都市の水文環境』市川新、新藤静夫、吉越昭久共著 共立出版 都市環境学シリーズ 1987
- 『アトラス日本列島の環境変化』西川治監修 氷見山幸夫,太田勇,久保幸夫,田村俊和,野上道男,村山祐司,寄藤昴共編 朝倉書店 1995
- 『日本の地誌 日本総論 1(自然編)』中村和郎,岩田修二,米倉伸之共編 朝倉書店 2005
- 『水と気候の風景』編 古今書院 2005

## 参考
- [ISBN　978-4-7722-1466-7]
- ご定年の先生方 新井正先生近影〔含 略歴,業績目録〕地球環境研究 2005